# Nausibius repandus
Nausibius repandus är en skalbaggsart som beskrevs av Leconte 1866. Nausibius repandus ingår i släktet Nausibius och familjen smalplattbaggar. Inga underarter finns listade i Catalogue of Life.